# فینال جام باشگاه‌های اروپا ۱۹۶۷
فینال جام باشگاه‌های اروپا ۱۹۶۷، رقابت پایانی جام باشگاه‌های اروپا در سال ۱۹۶۷ میلادی است که مابین دو تیم باشگاه فوتبال سلتیک و باشگاه فوتبال اینتر میلان در ورزشگاه ملی لیسبون ، لیسبون برگزار شده‌است.
این مسابقه که در تاریخ ۲۵ مه ۱۹۶۷ انجام شده‌است با نتیجه ۲ بر ۱ به سود تیم باشگاه فوتبال سلتیک به پایان رسید.